# Giorgos Tofas
Giorgos Tofas (Grieks: Γιώργος Τόφας) (Paralimni, 17 juni 1989) is een Cypriotisch voetballer die sinds 2014 voor Ermis Aradippou uitkomt. Daarvoor was hij onder andere actief bij AEK Athene en Queens Park Rangers.